# 草野侑己
草野 侑己（くさの ゆうき、1996年7月21日 - ）は、北海道河東郡音更町出身 のプロサッカー選手。Jリーグ・レノファ山口FC所属。ポジションはフォワード（FW）。

## 来歴
JFAアカデミー福島所属時の2011年、U-15日本代表候補に選出され、トレーニングキャンプに参加した。高校卒業後は阪南大学へ進学。4年次の関西学生サッカーリーグ（1部）で、リーグ2位の21得点を挙げた。
2019年より、横浜FCへ加入した。10月16日、第35節の柏レイソル戦でホーム初ゴールを決めて首位撃破に貢献した。
2020年10月18日、J1第23節・ホームFC東京戦でJ1初ゴールを記録した。
2021年、レノファ山口FCへ期限付き移籍。4月22日に右大腿二頭筋肉離れで全治4週間程度の診断を受ける が復帰し、同シーズン30試合に出場した。シーズン終了後に横浜FCから山口への期限付き移籍期間の満了と来季FC琉球への期限付き移籍が発表された。
2022年は、FC琉球の主力として16試合で7得点を奪う好調ぶりを見せたが、5月21日に行われたヴァンフォーレ甲府戦で負傷。左膝内側側副靱帯損傷、復帰までは約12週間を要するとの診断を受けた。9月に入ると戦線に復帰して後半7試合で4得点をあげるものの、チームはJ2リーグ21位となり J3リーグへの降格が決定した。
2023年、水戸ホーリーホックに完全移籍を果たした。
2019年6月22日、横浜FC在籍時ににケーズデンキスタジアム水戸で開催された試合でJ初ゴールを決めた相手が水戸ホーリーホックであった。自身がJ初ゴールを決めた思い出深いケーズデンキスタジアム水戸でプレーすることとなる。
2025年7月7日、古巣のレノファ山口FCへの期限付き移籍が発表された。

## 所属クラブ
- 2003年 - 2005年 柳町サッカー少年団（音更町立柳町小学校）
- 2005年 - 2008年 プログレッソ十勝U-12（音更町立柳町小学校）
- 2009年 - 2011年 JFAアカデミー福島U-15（広野町立広野中学校）
- 2012年 - 2014年 JFAアカデミー福島U-18（福島県立富岡高等学校）
- 2015年 - 2018年 阪南大学
- 2019年 - 2022年  横浜FC
  - 2021年  レノファ山口FC（期限付き移籍）
  - 2022年  FC琉球（期限付き移籍）
- 2023年 -  水戸ホーリーホック
  - 2025年7月 -  レノファ山口FC（期限付き移籍）

## 個人成績
| 国内大会個人成績 | 国内大会個人成績 | 国内大会個人成績 | 国内大会個人成績 | 国内大会個人成績 | 国内大会個人成績 | 国内大会個人成績 | 国内大会個人成績 | 国内大会個人成績 | 国内大会個人成績 | 国内大会個人成績 | 国内大会個人成績 |
| 年度             | クラブ           | 背番号           | リーグ           | リーグ戦         | リーグ戦         | リーグ杯         | リーグ杯         | オープン杯       | オープン杯       | 期間通算         | 期間通算         |
| 年度             | クラブ           | 背番号           | リーグ           | 出場             | 得点             | 出場             | 得点             | 出場             | 得点             | 出場             | 得点             |
| 日本             | 日本             | 日本             | 日本             | リーグ戦         | リーグ戦         | リーグ杯         | リーグ杯         | 天皇杯           | 天皇杯           | 期間通算         | 期間通算         |
| ---------------- | ---------------- | ---------------- | ---------------- | ---------------- | ---------------- | ---------------- | ---------------- | ---------------- | ---------------- | ---------------- | ---------------- |
| 2019             | 横浜FC           | 25               | J2               | 11               | 4                | -                | -                | 0                | 0                | 11               | 4                |
| 2020             | 横浜FC           | 25               | J1               | 12               | 1                | 2                | 0                | -                | -                | 14               | 1                |
| 2021             | 山口             | 31               | J2               | 30               | 5                | -                | -                | 0                | 0                | 30               | 5                |
| 2022             | 琉球             | 19               | J2               | 22               | 7                | -                | -                | 0                | 0                | 22               | 7                |
| 2023             | 水戸             | 11               | J2               | 27               | 4                | -                | -                | 0                | 0                | 27               | 4                |
| 2024             | 水戸             | 11               | J2               | 23               | 2                | 0                | 0                | 2                | 1                | 25               | 3                |
| 2025             | 水戸             | 11               | J2               | 7                | 1                | 2                | 0                | 0                | 0                | 9                | 1                |
| 2025             | 山口             | 31               | J2               |                  |                  | -                | -                | -                | -                |                  |                  |
| 通算             | 日本             | 日本             | J1               | 12               | 1                | 2                | 0                | 0                | 0                | 14               | 1                |
| 通算             | 日本             | 日本             | J2               | 120              | 23               | 2                | 0                | 2                | 1                | 124              | 24               |
| 総通算           | 総通算           | 総通算           | 総通算           | 132              | 24               | 4                | 0                | 2                | 1                | 138              | 25               |

出場歴
- Jリーグ初出場:2019年5月18日 J2第14節 鹿児島ユナイテッドFC戦（白波スタジアム）
- Jリーグ初得点:2019年6月22日 J2第19節 水戸ホーリーホック戦（ケーズデンキスタジアム水戸）

## 代表歴
- U-15日本代表候補